# Apanteles laevigatus
Apanteles laevigatus är en stekelart som först beskrevs av Julius Theodor Christian Ratzeburg 1848.  Apanteles laevigatus ingår i släktet Apanteles och familjen bracksteklar. Arten är reproducerande i Sverige. Inga underarter finns listade i Catalogue of Life.